# 社南 (福井市)
社南（やしろみなみ）は、福井県福井市の地域。みなみブロックに属する。

## 人口
社南には2024年1月1日現在13535人が住んでおり、世帯数は5329世帯。そのうち男性が6587人、女性は6948人。